# Eduardo Lago
Carlos Eduardo do Lago Soares (Rio de Janeiro, 31 de agosto de 1958), ou apenas Eduardo Lago é um ator brasileiro. Tornou-se mais conhecido por seus trabalhos em Páginas da Vida (2006) e Apocalipse (2017).

## Filmografia
Televisão
| Ano     | Título               | Personagem                              | Nota(s)                                      |
| ------- | -------------------- | --------------------------------------- | -------------------------------------------- |
| 1982    | Final Feliz          | Augusto (Guto)                          |                                              |
| 1985    | Tudo em Cima         | Gato                                    |                                              |
| 1986    | Cambalacho           | Fábio                                   | Participação especial                        |
| 1988    | O Primo Basílio      | Arnaldo                                 |                                              |
| 1997    | Por Amor             | Alfredo                                 | Participação especial                        |
| 1997    | A Indomada           | Dono de lancha                          |                                              |
| 1999    | Andando nas Nuvens   | Célio Maninho                           |                                              |
| 2000-01 | Vidas Cruzadas       | Doutor Humberto                         |                                              |
| 2003    | Mulheres Apaixonadas | Leandro Sampaio Vianna                  |                                              |
| 2004–05 | Malhação             | Marcelo Henrique da Costa Soares        | Temporada 11                                 |
| 2004    | Como uma Onda        | Oswaldo Góes                            |                                              |
| 2005    | América              | Arnaldo                                 | Participação especial                        |
| 2006–07 | Páginas da Vida      | Ubirajara Rangel (Bira)                 |                                              |
| 2007    | Caminhos do Coração  | Luiz Guilherme Batista Figueira (Guiga) |                                              |
| 2008    | Os Mutantes          | Luiz Guilherme Batista Figueira (Guiga) |                                              |
| 2009    | A Lei e o Crime      | Dr. Renato                              |                                              |
| 2010    | Ribeirão do Tempo    | Lincon Rocha                            |                                              |
| 2013    | José do Egito        | Pentephres                              |                                              |
| 2013    | Pecado Mortal        | José Vergueiro                          |                                              |
| 2014    | Milagres de Jesus    | Zanoa                                   | Episódio: "A Ressurreição do Filho da Viúva" |
| 2014    | Milagres de Jesus    | Zanoa                                   | Episódio: "Barrabás"                         |
| 2014    | Milagres de Jesus    | Zanoa                                   | Episódio: "Os Dois Ladrões"                  |
| 2015    | Milagres de Jesus    | Zanoa                                   | Episódio: "A Crucificação"                   |
| 2015    | Os Dez Mandamentos   | Disebek da Alexandria                   |                                              |
| 2017    | Apocalipse           | Adriano Montana                         |                                              |
| 2018    | O Mecanismo          | Antônio Mariano                         | Participação especial                        |
| 2019    | Jezabel              | Phineas Yak                             |                                              |
| 2019    | Amor sem Igual       | Luiggi Trovatelli                       |                                              |
| 2021    | Gênesis              | Manré                                   | Fase: "Jornada de Abraão"                    |
| 2023    | Terra e Paixão       | Rodolfo Rezende                         | Episódios: "20–23 de setembro"               |
| 2025    | A Divisão            | Gilberto Rozenbaum                      | Temporada 4                                  |

Cinema
| Ano  | Título                         | Personagem              | Nota(s)               |
| ---- | ------------------------------ | ----------------------- | --------------------- |
| 1983 | Para Viver um Grande Amor      | Plínio                  |                       |
| 1987 | Sonhos de Menina Moça          | Cláudio                 |                       |
| 1988 | Eternamente Pagu               | Olímpio Guilherme       |                       |
| 1990 | Assim na Tela Como no Céu      | Jesus de Nazaré         |                       |
| 2000 | O Circo das Qualidades Humanas | José Ulysses de Almeida |                       |
| 2006 | Gatão de Meia Idade            | Osmar                   | Participação especial |
| 2016 | Os Dez Mandamentos: O Filme    | Disebek da Alexandria   |                       |
| 2016 | Milagres de Jesus: O Filme     | Zanoa                   |                       |
| 2023 | Mussum, o Filmis               | Carlos Machado          |                       |